# Одесский ОРТПЦ
Одесский областной радиотелевизионный рередающий центр (ОРТПЦ) — государственное предприятие Украины, входившее в состав концерна радиовещания, радиосвязи и телевидения (РРТ). Было расположено в Одессе на ул. Фонтанская дорога, 3.
Одесский ОРТПЦ является базовым предприятием Одесской национальной академии связи им. О. С. Попова (ОНАС), сотрудничает с украинским научно-исследовательским институтом радио и телевидения (УНИИРТ).
Первый диктор Одесского телевидения Н. С. Харченко.

## История
Одесский ОРТПЦ был создан на базе Одесского радиоцентра, который был введён в постоянную эксплуатацию в 1945 году.

Телецентр начал свою работу в 1952 году, когда в Одессе только появилось телевидение. Однако до этого шесть лет несколько телепрограмм в тестовом режиме передавались из институтского телецентра, находящегося в помещении кафедры Академии связи имени Попова.
Первые голоса в телеэфире Одессы — студентов Люды Кострикиной и Игоря Комара, здесь же начинала свой путь легендарная теледиктор Одессы Нелли Харченко. Силами сотрудников и студентов кафедры был создан первый одесский телецентр и первый телевизионный ретранслятор в Одесской области.
- 1956 — 1 октября вышла в эфир первая передача Одесской телестудии (вещание из Одесского института связи);
- 1958 — открытие Одесского телецентра, 5 ноября вышла в эфир первая передача на 5 ТВК;
- 1962 — начались первые трансляции из Москвы;
- 1968 — начались первые трансляции из Киева на 5 ТВК.

## Развитие цифрового телевидения
Согласно государственной целевой программе Одесский ОРТПЦ начал подготовку к внедрению цифрового телерадиовещания в Одесской области. Планируется создать инфраструктуру цифрового вещания, которая гарантировано покроет всю территорию Одесской области.
Введены в эксплуатацию 2 зоны синхронного вещания в стандарте DVB-T (MPEG-4).
В 2010 году 24 июня — состоялось экспрементальное вещание в стандарте DVB-T2 на 35 ТВК.
В 2011 году в Одессе запущено вещание 4-х мультиплексов в стандарте DVB-T2.
В 2018 году запущен мультиплекс Одесской области в формате DVB-T.
Одесса относится к 73-й цифровой зоне.

## Отключение аналоговых каналов
В 2006 году в швейцарской Женеве состоялась Региональная конференция радиосвязи, которая положила начало перехода от аналогового к цифровому телевидению. Страны-члены Международного союза электросвязи, среди которых и Украина, взяли на себя обязательство полностью отключить аналоговый сигнал и перейти на цифровое телевидение. Наша страна должна была перейти на «цифру» до 17 июня 2015 года, однако по совокупности разных причин эта дата сдвигалась.
Итак в конечном итоге в ночь на 1 сентября 2018 года в Украине отключили большую часть каналов использующих технологию аналогового эфирного телевидения. В аналоге в эфире остались только некоторые областные каналы и «ua: перший»

## Структура
В состав Одесского областного радиотелевизионного центра входят передатчики, расположенные на территории области, также радиорелейные линии протяжённостью около 1100 км. По ним передаются сигналы из Киева, а также на передатчики, расположенные в области.
На территории Одесской области расположено 32 сооружения высотой от 45 до 257 м, в их число входит и Одесская телебашня.